# Dan Biton
Dan Biton (in ebraico דן ביטון‎?; Be'er Sheva, 20 luglio 1995) è un calciatore israeliano, centrocampista dell'Hapoel Be'er Sheva.

## Carriera
Ha giocato nella massima serie israeliana e bulgara.

## Palmarès

### Club

#### Competizioni nazionali
- Campionato israeliano: 2

Hapoel Be'er Sheva: 2015-2016
Maccabi Tel Aviv: 2023-2024
- Supercoppa d'Israele: 3

Hapoel Be'er Sheva: 2016
Maccabi Tel Aviv: 2020, 2024
- Supercoppa di Bulgaria: 1

Ludogorec: 2019
- Coppa Toto Al: 1

Maccabi Tel Aviv: 2020-2021